# 60532 Henson
60532 Henson este o planetă minoră (asteroid), cu un diametru de 7,421 km, din centura de asteroizi. A fost descoperită pe 11 martie 2000 la Catalina Station⁠(d) de Catalina Sky Survey și a fost numită după Matthew Henson⁠(d). 
Obiectul prezintă o orbită caracterizată de o semiaxă mare de 2,5941489303448 UAi, o excentricitate de 0,078725298497978, o înclinație de 28,128226556667 ° în raport cu ecliptica.